# Trolleybus de São Paulo
Le réseau de trolleybus de São Paulo est l'un des systèmes de transport en commun desservant la ville de São Paulo et sa région métropolitaine, au Brésil.

## Réseaux actuels
Le trolleybus de São Paulo comporte deux réseaux distincts: SPTrans et EMTU. SPTrans dessert principalement le centre-ville tandis que EMTU dessert la région métropolitaine de São Paulo.

### Aperçu général
Le réseau SPTrans compte 13 lignes de trolleybus:
| Ligne   | Tracé                                                                                      |
| 2002/10 | Terminal Parque Dom Pedro II – Terminal Bandeira – Terminal Parque Dom Pedro II (circular) |
| 2100/10 | Terminal Vila Carrão – Praça da Sé – Terminal Vila Carrão (circular)                       |
| 2290/10 | Terminal São Mateus – Terminal Parque Dom Pedro II                                         |
| 3139/31 | Jardim Vila Formosa – Praça Clóvis Bevilacqua – Jardim Vila Formosa (circular)             |
| 3160/10 | Terminal Vila Prudente – Terminal Parque Dom Pedro II                                      |
| 342M/10 | Terminal São Mateus – Terminal Penha                                                       |
| 408A/10 | Machado de Assis – Cardoso de Almeida – Machado de Assis (circular)                        |
| 4112/10 | Santa Margarida Maria – Praça da República – Santa Margarida Maria (circular)              |
| 4113/10 | Gentil de Moura – Praça da República – Gentil de Moura (circular)                          |
| 2101/10 | Praça Sílvio Romero – Praça da Sé                                                          |
| 2101/41 | Praça Sílvio Romero – Terminal Vila Prudente                                               |

Le réseau EMTU compte 10 lignes de trolleybus:
| Ligne | Tracé                                              |
| 284   | Terminal São Mateus – Terminal Santo André Oeste   |
| 284M  | Terminal São Mateus – Shopping Metrópole           |
| 285   | Terminal São Mateus – Terminal Ferrazópolis        |
| 286   | Terminal Santo André Leste – Terminal Ferrazópolis |
| 287P  | Terminal Santo André Leste – Terminal Piraporinha  |
| 288   | Terminal Ferrazópolis – Terminal Jabaquara         |
| 288P  | Terminal Ferrazópolis – Terminal Piraporinha       |
| 289   | Terminal Piraporinha – Terminal Jabaquara          |
| 290   | Terminal Diadema – Terminal Jabaquara              |
| 487   | Terminal Sônia Maria – Shopping ABC                |

## Galerie de photos

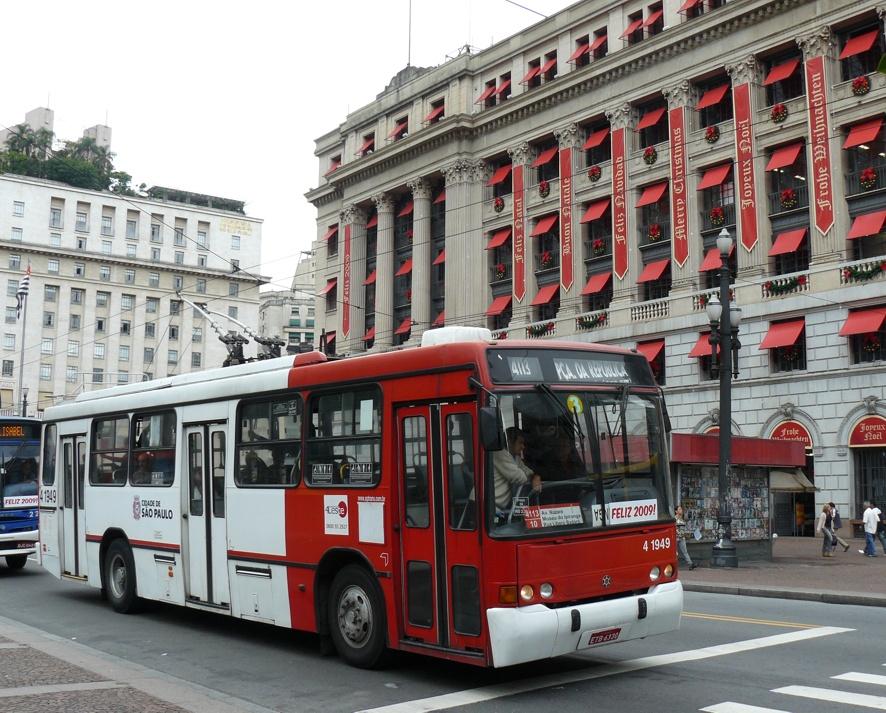
Les derniers trolleybus à haut plancher sont retirés du réseau SPTrans en septembre 2013.
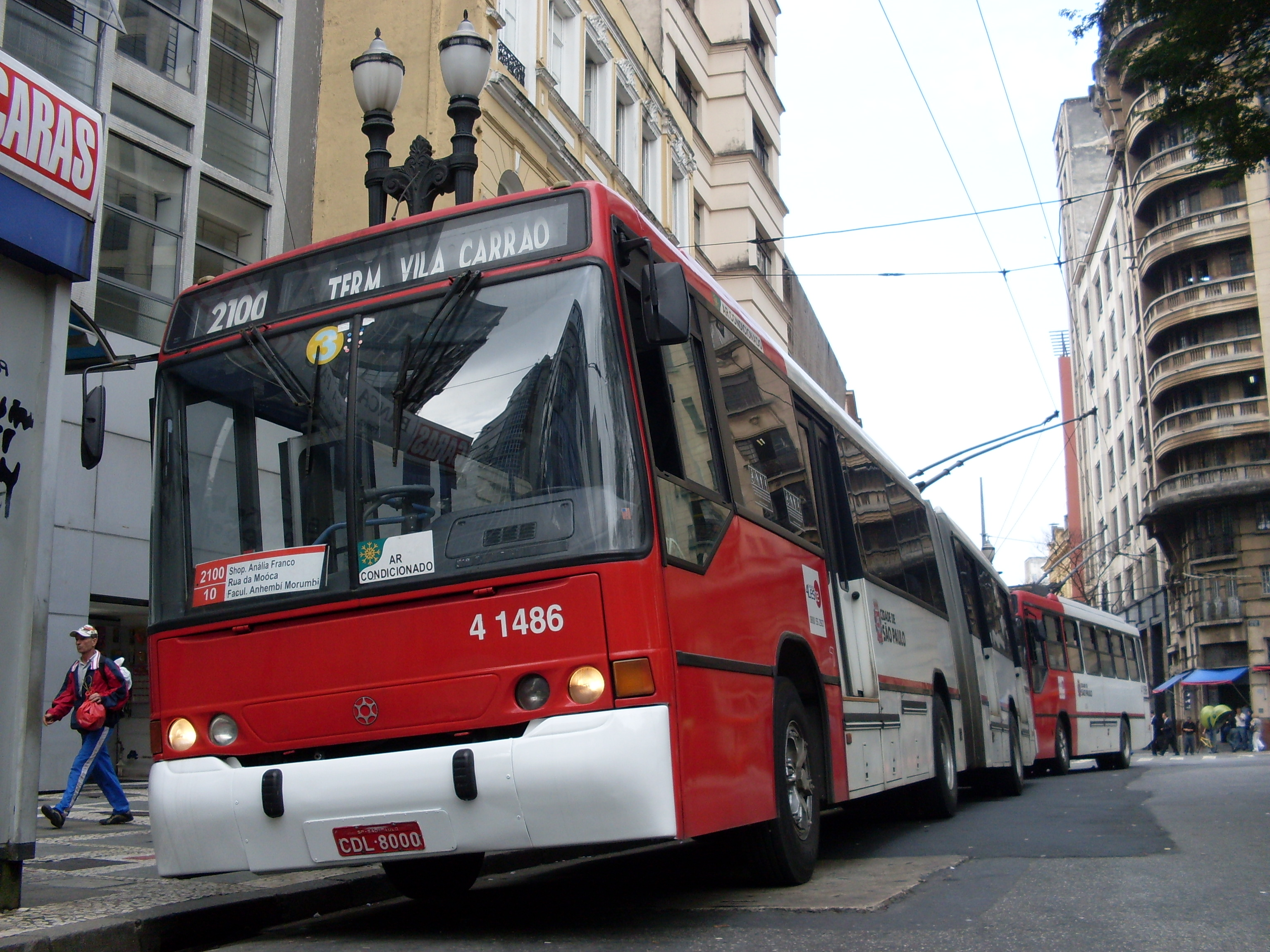
Trolleybus SPTrans Marcopolo/Volvo numéro 1486. Fabriqué en 1985 par CAIO/Volvo avec le numéro 8000 et rénové en 1997 par Marcopolo. Retiré du réseau.